# Pays d'Europe centrale et orientale
Pour les articles homonymes, voir Peco.
 (novembre 2022).
Si vous disposez d'ouvrages ou d'articles de référence ou si vous connaissez des sites web de qualité traitant du thème abordé ici, merci de compléter l'article en donnant les références utiles à sa vérifiabilité et en les liant à la section « Notes et références ».

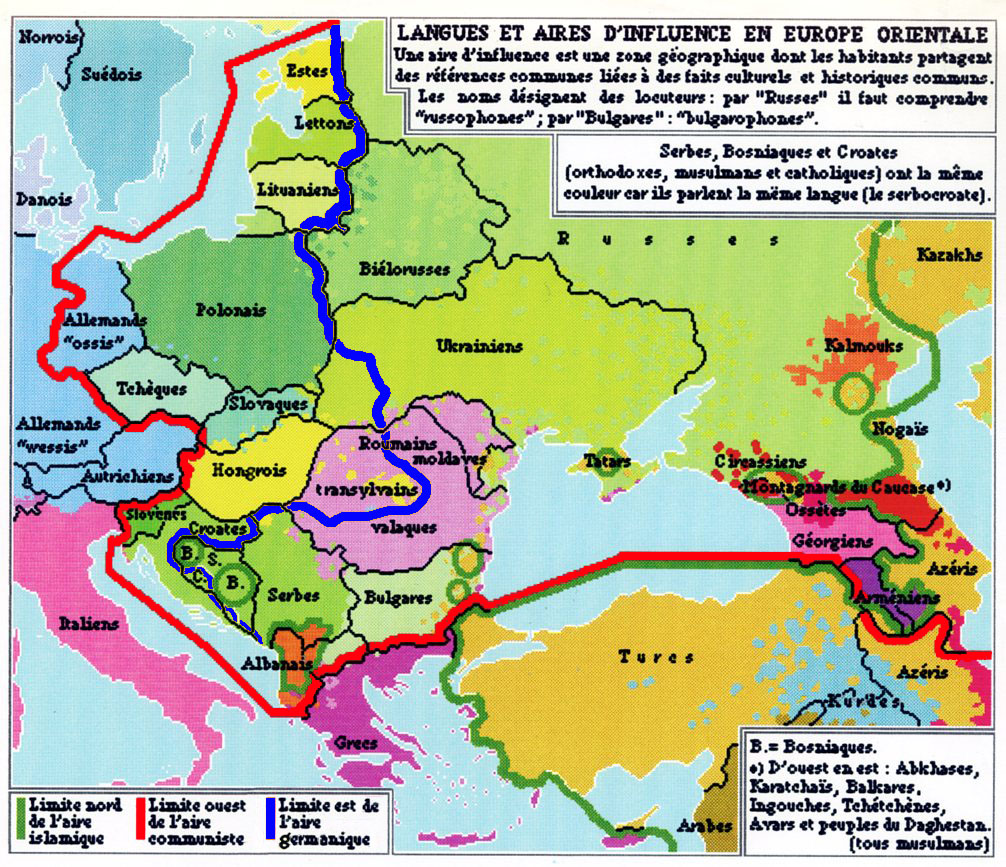
Les « pays médians » selon Czesław Miłosz, entre la limite ouest du communisme (en rouge) et la limite est de l'influence germanique (en bleu) ; les « pays d’Europe centrale et orientale » incluent aussi d’autres pays ayant été influencés, historiquement, par le christianisme orthodoxe et plus récemment par le communisme.

Depuis les années 1990, la plupart des pays européens dont la majeure partie du territoire s'étend à l'est du 15e degré de longitude Est sont parfois collectivement désignés sous l'appellation de pays de l'Europe centrale et orientale (PECO). Toutefois, la Suède, la Finlande, la Grèce et Chypre ne sont pas considérés dans cet ensemble malgré leur situation géographique, cette notion étant généralement réservée aux anciens pays du bloc de l'Est et aux États européens reconstitués ou créés à la suite de la dislocation de l'URSS — comme les pays baltes —, de la Tchécoslovaquie et de la Yougoslavie.

## Définition géographique

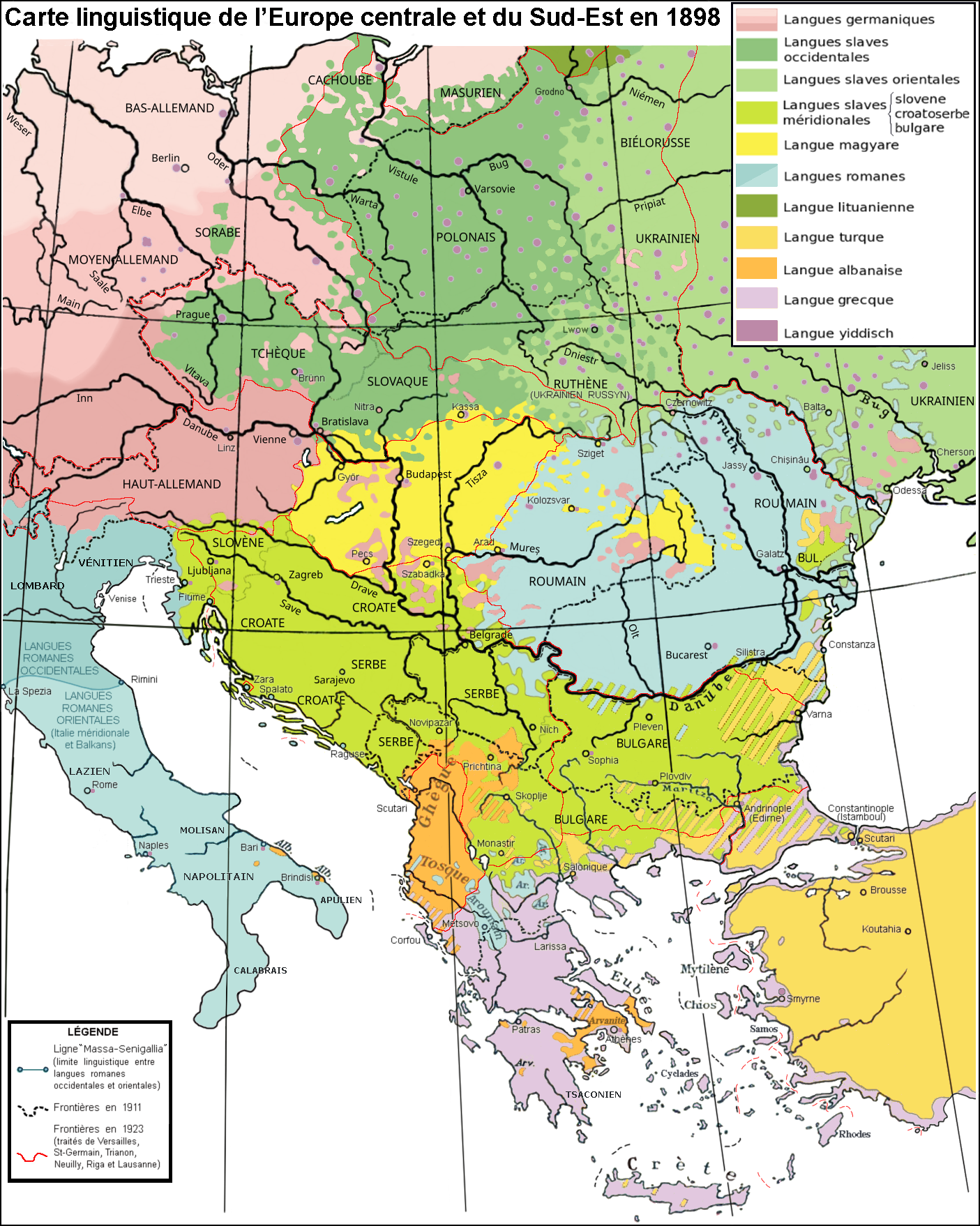
Langues parlées en Europe centrale et orientale en 1898.

La pertinence de cette notion se justifie, pour des analystes comme Václav Havel ou Czesław Miłosz, par les 45 à 70 ans de dictature à parti unique, de pénuries et de répression politique, suivies de deux décennies de ploutocratie, régimes peu propices au développement des sociétés civiles, de la démocratie et de l'État de droit, qui constituent selon leurs écoles un élément géo-historique suffisamment fédérateur (« Schicksalsgemeinschaft » : « communauté de destin » en allemand) pour justifier ce regroupement. Elle est en revanche discutée, notamment en Europe occidentale et aux États-Unis, car elle désigne un ensemble actuellement sans unité politique ou monétaire, très hétérogène sur le plan économique, et tout aussi divers du point de vue culturel ou linguistique. Hormis leur situation géographique sur le continent européen, le point commun de ces pays est d'avoir subi, sans aucune consultation populaire, d'abord des régimes communistes pendant un demi-siècle ou plus, et ensuite une économie de marché très peu sociale depuis la fin du siècle dernier.
On désigne habituellement comme PECO :
- Onze États désormais membres de l'Union européenne :
  1.  Bulgarie
  2.  Croatie (issue de l'ex-Yougoslavie)
  3.  Estonie (anciennement membre de l'Union soviétique en tant que RSS d'Estonie).
  4.  Lettonie (anciennement membre de l'Union soviétique en tant que RSS de Lettonie).
  5.  Lituanie (anciennement membre de l'Union soviétique en tant que RSS de Lituanie).
  6.  Hongrie
  7.  Pologne
  8.  Roumanie
  9.  Slovénie (issue de l'ex-Yougoslavie)
  10.  Slovaquie (issue de l'ex-Tchécoslovaquie)
  11.  Tchéquie (issue de l'ex-Tchécoslovaquie) ;

- Six autres pays, issus de l'ancienne Yougoslavie à l'exception de l'Albanie :
  1.  Albanie
  2.  Bosnie-Herzégovine
  3.  Macédoine du Nord
  4.  Monténégro
  5.  Serbie
  6.  Kosovo ;

- Quatre républiques anciennement soviétiques sont membres ou participants de la Communauté des États indépendants (CEI) et tous les auteurs ne les considèrent pas comme des PECO : certains en excluent la Russie, d'autres toute la CEI :
  1.  Biélorussie
  2.  Moldavie
  3.  Ukraine
  4.  Russie

## Mitteleuropa

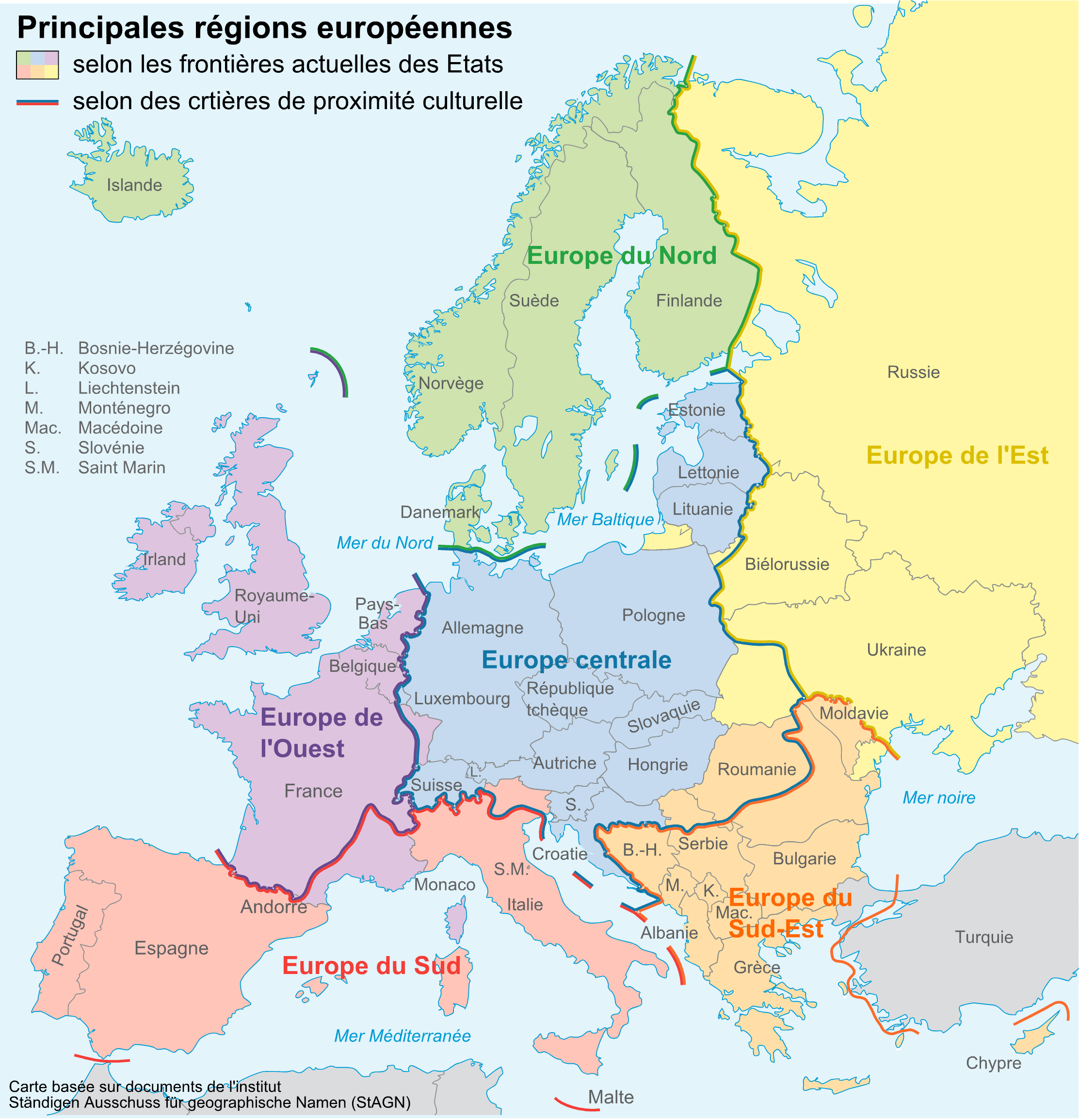
Les différentes régions d'Europe selon le Comité permanent des noms géographiques allemand.

Cette notion est à distinguer de l’Europe centrale et de l’Europe médiane (« Mitteleuropa », mais ce terme, de par son association à l'expansionnisme allemand, a pris une connotation négative). De fait, tous les PECO ont été communistes, même s'il existe d'autres pays ex-communistes qui ne sont pas des PECO, comme les républiques anciennement communistes d’Asie centrale, la Mongolie, le Cambodge ou l'Éthiopie.
Dans le livre Comprendre (rapidement) les nouveaux Pays de l'Est, le coauteur Bruno Bernard qualifie de franco-française cette notion de PECO et met en garde toute traduction dans les autres langues, car elle serait intraduisible ou inadaptée.